# Vladislav Borisov
Pour les articles homonymes, voir Borissov.
Vladislav Borisov est un coureur cycliste russe né le 5 septembre 1978 à Narian-Mar. Il a remporté le championnat de Russie de cyclisme 2007 sur route.

## Palmarès sur route

### Par années
- 1997
  - Tour de la communauté de Madrid
- 1999
  - 9e étape du Tour du Táchira
- 2001
  - 7e étape du Tour de Pologne
  - 3e du Mémorial Manuel Galera
- 2003
  - 3e du championnat de Russie du contre-la-montre
- 2005
  - 4e étape des Cinq anneaux de Moscou
  - 1re étape du Tour du lac Qinghai
  - 2e étape de Paris-Corrèze
  - 2e étape du Tour de Slovaquie
  - 2e des Cinq anneaux de Moscou
  - 2e du Tour du Tarn-et-Garonne
  - 3e du championnat de Russie du contre-la-montre
- 2006
  - 3e du Mémorial Oleg Dyachenko
- 2007
  -  Champion de Russie sur route
- 2008
  - 3e de la Coppa Bernocchi
- 2009
  - 1re étape (contre-la-montre par équipes) de l'Univest Grand Prix
- 2010
  - 2e du Trophée Melinda
- 2011
  - Challenge du Prince - Trophée de la maison royale

### Classements mondiaux
| Année            | 2005 | 2006 | 2007 | 2008 | 2009  | 2010 | 2011 |
| ---------------- | ---- | ---- | ---- | ---- | ----- | ---- | ---- |
| UCI Africa Tour  |      |      |      |      |       |      | 39e  |
| UCI America Tour |      |      |      |      | 175e  |      |      |
| UCI Asia Tour    | 49e  |      |      |      |       |      |      |
| UCI Europe Tour  | 138e | 623e | 143e | 496e | 1179e | 201e |      |

## Palmarès sur piste

### Championnats du monde
- Novo Mesto 1996
  -  Champion du monde de la course aux points juniors
- Berlin 1999
  -  Médaillé de bronze de la poursuite par équipes